# إيريكو
 إيريكو هي قرية في أبرشية ساريما في مقاطعة سار في غرب إستونيا. 
قبل الإصلاح الإداري في عام 2017 ، كانت القرية تقع ضمن أبرشية أوريساري. 